# Hermann von Randow
Hermann Georg Friedrich Karl von Randow (29 tháng 1 năm 1847 tại Lâu đài Nauke ở Schlesien – 6 tháng 8 năm 1911 tại Bad Nauheim, mai táng ở Liegnitz, Schlesien) là một tướng lĩnh quân đội và nhà văn Phổ, đã từng tham chiến trong cuộc Chiến tranh Bảy tuần chống Áo năm 1866 và cuộc Chiến tranh Pháp-Đức (1870 – 1871).

## Tiểu sử
Hermann von Randow sinh vào tháng 1 năm 1847, tốt nghiệp bằng Abitur tại Học viện Hiệp sĩ (Ritterakademie) St. Johannes tại Liegnitz. Vào ngày 1 tháng 10 năm 1864 &ndasdh; khi ông 17 tuổi rưỡi – Randow gia nhập Tiểu đoàn Jäger số 8 Rhein với vai trò là học viên sĩ quan (Fahnenjunker). Cùng với đơn vị này, ông đã tham gia chiến dịch Böhmen của cuộc chiến tranh chống Áo năm 1866, chiến đấu trong các trận đánh tại Hühnerwasser ngày 27 tháng 6, Münchengrätz ngày 28 tháng 6 và Königgrätz-Sadowa ngày 3 tháng 7. Vào ngày 20 tháng 7 năm 1866, sau chiến thắng Königgrätz, ông được phong cấp hàm Thiếu úy trên chiến trường. Bốn năm sau đó, Hermann von Randow tham chiến trong cuộc chiến tranh chống Pháp vào các năm 1870 – 1871. Trong trận đánh khốc liệt ở Gravelotte - St. Privat vào ngày 18 tháng 8 năm 1870, ông bị trọng thương trúng ba viên đạn khi tham gia cuộc xung phong tử thần của Tiểu đoàn Jäger số 8 qua vườn nho Mance nhằm vào nông trang St. Hubert.
Vào năm 1871, Randow được cắt cử vào Học viện Quân sự, và làm việc tại đây cho tới năm 1874. Vào năm 1873, ông được lên quân hàm Thượng tá, sau đó ông được cắt cử vào Bộ Tổng tham mưu kể từ năm 1875 cho đến năm 1877. Trong giai đoạn này, ông được đổi sang Tiểu đoàn Jäger số 5 tại Görlitz vào ngày 11 tháng 1, tiếp theo đó vào ngày 10 tháng 8 ông lên cấp Đại úy và được cắt cử làm Giảng viên Trường Quân sự (Kriegsschule) tại Neisse. Vào ngày 16 tháng 9 năm 1881, ông được lãnh một chức Đại đội trưởng trong Trung đoàn Bộ binh số 5 Hạ Schlesien số 3.
Sau khoảng thời gian phục vụ Bộ Tổng tham mưu của mình, Hermann thành hôn với bà Rosa Therese Müller, con gái của một dược sĩ, tại Gießen vào ngày 13 tháng 4 năm 1878. Cuộc hôn nhân này đã mang lại cho ông ba người con, trong đó có hai trai (Gero và Alfred von Randow) và một gái (Helma). Vào ngày 22 tháng 3 năm 1889, với cấp bậc Thiếu tá, Hermann gia nhập Trung đoàn Bộ binh số 113 Baden số 5 tại Freiburg im Breisgau. Năm sau, ông được giao chỉ huy một tiểu đoàn thuộc Trung đoàn Bộ binh số 30 Bá tước Werder (số 4 Rhein) tại Saarlouis. Năm ông 44 tuổi (1891), ông được bổ nhiệm làm Giám đốc Trường Quân sự 6 tại Hersfeld, và giữ cương vị này cho đến năm 1897. Trong thời gian này, ông được thăng chức Thượng tá vào năm 1894. Vào năm 1897, ông rời trường quân sự, đồng thời được lên chức Đại tá và Chỉ huy trưởng Trung đoàn Bộ binh số 53 Westfalen 5 tại Köln. Ba năm sau, vào ngày 16 tháng 6 năm 1900, ông được phong chức Thiếu tướng và Chỉ huy trưởng Lữ đoàn Bộ binh số 24 ở Neisse. Gần ba năm sau, vào ngày 22 tháng 3 năm 1903, ông được thăng cấp hàm Trung tướng ở độ tuổi 56.

## Phong thưởng
Trong suốt sự nghiệp quân sự của mình, Randow đã được trao tặng nhiều phần thưởng: Huân chương Thập tự Sắt hạng II năm 1870, Huân chương Đại bàng Đỏ hạng II đính kèm Bó sồi, Huân chương Vương miện hạng II của Vương quốc Phổ, Giải thưởng Phục vụ (Dienstauszeichnungskreuz) của Phổ, Thập tự Kỷ niệm dành cho các chiến sĩ tham chiến năm 1866, Kỷ niệm chương dành cho các chiến sĩ tham chiến năm 1870/71 và Huy chương Tưởng niệm Hoàng đế Wilhelm (được Đức hoàng Wilhelm II ban bố vào năm 1897 nhân dịp kỷ niệm 100 năm ngày Wilhelm I – ông nội của Wilhelm I – chào đời).

## Nhà văn
Không những là một tướng lĩnh, Herman von Randow còn là một văn sĩ, đặc biệt chú tâm sáng tác sau khi giã từ sự nghiệp quân sự của mình. Trong các tác phẩm của ông có hai truyện lãng mạn lịch sử "Saalburg" và "Landflucht". Trong cuốn "Saalburg", ông kể về thời đại mà các cuộc xâm lăng của người German buộc người La Mã phải rút khỏi tuyến phòng ngự biên giới của mình ở Germania, chóng đó có pháo đài phụ trợ Saalburg. Để cho ra đời tác phẩm này, Randow đã dày công nghiên cứu về lịch sử và khảo cổ học. Ông sống trong thời điểm mà vào năm 1897, theo gợi ý của nhà khảo cổ học người Bad Homburg Louis Jacobi (1836 – 1910), Hoàng đế Wilhelm II truyền lệnh xây lại pháo đài này dựa trên những kết quả chi tiết của cuộc khai quật tại đây. Nhờ đó, Saalburg trở thành pháo đài được tái xây dựng hoàn chỉnh nhất trên toàn bộ tuyến phòng ngự biên giới La Mã.
Hermann von Randow là một thành viên Hội đồng Quản trị lâu năm của Hiệp hội Thuộc địa Đức (Deutschen Kolonialgesellschaft), và là thành viên Hội đồng Giám Sát Công ty Sachsenwerk-Licht und Kraft-AG. Đồng thời, ông còn là thành viên Hội đồng Zentralhilfsvereins của Hợp tác xã Quý tộc Đức (Deutsche Adelsgenossenschaft). Ông từ trần vào tháng 8 năm 1911.